# Willem van Zuylen van Nijevelt
Pour les articles homonymes, voir Van Zuylen van Nijevelt.
Willem van Zuylen van Nijevelt, (mort en 1543), seigneur de Bergambacht, Aertsbergen et Ammers, seigneur de Darthuizen, était un écrivain néerlandais. Poète, il composa les Souterliedekens, un recueil de psaumes en traduction. Il était également l'auteur de De fonteyne des levens / Fons vitae (1531).